# Javier Berasaluce
Javier Berasaluce Bajo (Madrid, 5 de julio de 1957) es un fotógrafo artístico y responsable del laboratorio fotográfico del Archivo Municipal de Vitoria desde el año 1989.

## Biografía
Titulado como arquitecto técnico, la vida laboral y artística de Javier Berasaluce transcurre en torno a la fotografía, desde haber sido profesor de este arte en centros de educación permanente de adultos (EPA) hasta su trabajo creativo más personal o su faceta como conservador de las colecciones fotográficas del Archivo Municipal de Vitoria, donde trabaja como responsable de su laboratorio fotográfico desde el año 1989. En calidad de tal, ha participado durante los últimos años en numerosos talleres y seminarios especializados en tratamiento y conservación de fotografía antigua.
Como autor, el estilo fotográfico de Javier destaca por su elección de las técnicas tradicionales del blanco y negro. Muchas de sus imágenes están protagonizadas por una temática urbana de composición cuidada que huye del exceso de elementos y son fuertemente evocadoras: a la soledad, al paso del tiempo...

## Conferencias
- 2002. Noviembre: Actuaciones realizadas en el Fondo Arqué. 7es Jornades Imatge y Recerca Historia, Gerona
- 2002. 14 de mayo: Arte y fotografía. Escuela de Artes y Oficios, Vitoria
- 2004. 6 de mayo: Por qué fotografío: el mirador móvil. Escuela de Artes y Oficios, Vitoria
- 2014. 12 de mayo: La población. Sala Luis de Ajuría, Vitoria[1]

## Premios y reconocimientos
- 1989. Primer premio nacional Concurso Villa de Sestao, Sestao
- 1994. Primer premio Concurso San Prudencio, Vitoria
- 1994. Selección de obras: Certamen Vitoria Arte Gasteiz de Plástica Contemporánea
- 1995. Selección de obras: Certamen Vitoria Arte Gasteiz de Plástica Contemporánea
- 1996. Premio de Honor en el Salón de Otoño, Valencia
- 1997. Obra adquirida. ‘’V Bienal Amárica’’. Diputación Foral de Álava. Vitoria
- 1997. Premio “Concurso AGFA Multicontrast”, París
- 1998. Primer Premio en el ‘’48 Certamen de Arte Alavés’’. Vitoria
- 2003. Beca “Ayudas a la Creación”. Centro cultural Montehermoso, Vitoria
- 2004. Mención de honor porfolio “No todavía”. Encuentros de fotografía de Guardamar del Segura, Alicante
- 2004. Abeja de Plata. Guadalajara
- 2005. Primer premio Fotoarte. Vitoria
- 2005. Segundo premio Encuentros con la Catedral. Vitoria
- 2006. Primer premio Fotoarte. Vitoria
- 2008. Seleccionado Caminos de Hierro. Vitoria
- 2008. Tercer premio Fotoarte. Vitoria
- 2010. Seleccionado Caminos de Hierro. Vitoria
- 2015. Finalista Premio Mezquita. Córdoba
- 2015. Seleccionado en Descubrimientos PHE15, PHotoESPAÑA. Madrid
- 2017. Seleccionado en Feria de fotografía Viphoto azoka. Vitoria
- 2018. Seleccionado en el XIV Concurso Fotográfico FotoARTE 2018. Vitoria
- 2018. Seleccionado en el Festival Viphoto FEST. Vitoria
- 2019. Primer premio Certamen ArteVital 2019. Vitoria
- 2020. Finalista Premio Mezquita. Córdoba
- 2020. Finalista Concurso Caminos de Hierro. Madrid

## Exposiciones individuales (desde 1997)
- 1998. Tras el cristal. Sala Agfoval, Valencia; y Sala Afoco, Córdoba
- 2000. Vano intento. Sala del Archivo del Territorio Histórico de Álava,[2] Vitoria
- 2001. Fugaces. Photomuseum, Zarauz
- 2002. "Agua". Palacio Lizárraga, Zalduondo
- 2008. Dudosas geografías. Escuela de Artes y Oficios, Vitoria
- 2020. "Not yet", Centro de exposiciones Caja Vital, Vitoria

## Exposiciones colectivas (desde 1997)
- 1997. V Anual Amárica. Sala Amárica, Vitoria
- 1999. Tras el cristal. Sala Luis de Ajuría, Vitoria
- 2002. Según se mire. Sala Amárica, Vitoria
- 2007. In situ. Escuela de Artes y Oficios, Vitoria

## Obra adquirida por museos y colecciones
- Museo de Bellas Artes de Álava. Vitoria
- Museo de Arte Contemporáneo Artium. Vitoria
- Colección Caja Vital. Vitoria
- Agrupación Fotográfica de Guadalajara
- Agrupación Fotográfica de Valencia
- Academia de San Fernando, Madrid
- Numerosas colecciones particulares.

## Textos
- Archivo Municipal de Vitoria, 1ª Antológica de Fondos 1884-1941, Vitoria, 1994.
- Archivo Municipal de Vitoria, 2ª Antológica de Fondos 1941-1968, Vitoria, 1996.
- Archivo Municipal de Vitoria, 3ª Antológica de Fondos 1968-1995, Vitoria, 1998.
- Archivo Municipal de Vitoria, Santiago Arina y Albizu, Vitoria, 2000.
- Archivo Municipal de Vitoria, Arqué 1955-65, Vitoria, 2002.
- Catálogo Concurso San Prudencio, Vitoria, 2002.
- “Actuaciones realizadas en el Fondo ARQUÉ”, comunicación en las 7es Jornades Imatge y Recerca Historica. Gerona, 2002.
- Archivo Municipal de Vitoria, Arqué 1965-75, Vitoria, 2004.
- Archivo Municipal de Vitoria, Nuevas adquisiciones, Vitoria, 2006.
- Archivo Municipal de Vitoria, La mujer en las fotografías del Archivo, Vitoria, 2008.
- Archivo Municipal de Vitoria, Enrique Guinea Maquíbar, Vitoria, 2010.
- Archivo Municipal de Vitoria, Tomás Alfaro y Balbino Sobrado, Vitoria, 2012.

## Sitios web
- Blog (sic)
- COLECCIONARTE. Revista Photovision.